# Filanderkenguruk
A filanderkenguruk (Thylogale) az emlősök (Mammalia) osztályának erszényesek (Marsupialia) alosztályágába, ezen belül a diprotodontia rendjébe és a kengurufélék (Macropodidae) családjába tartozó nem.

## Előfordulásuk
A filanderkenguruk megtalálhatók Ausztrália keleti partjainál, Új-Dél-Walesben, Tasmániában, Új-Guineában és a környező szigetcsoportokon. A vöröslábú filanderkengurun (Thylogale stigmatica) kívül a nem többi faja elég gyakori.

## Megjelenésük
Az állatok törzshossza 30-63 centiméter, farokhossza 27-51 centiméter; a hím farka általában hosszabb, mint a nőstényé, magassága 40-50 centiméter és testtömege 1,8-12 kilogramm. Színezetre nagyon hasonlítanak egymásra e nem fajai; az uralkodó szín a vörös. Fülük viszonylag nagy. A filanderkenguruknak jól fejlett hallásuk van. Az állatok mellső lába rövid, de erős. Erdei élőhelyeiken utat törnek vele, hegyvidéken pedig a hóban kaparnak vele. A hímek közötti harc során a mellső láb ereje döntő szerepet játszik. A filanderkenguruknak nagy hátsó lábuk van, mégsem olyan jó ugrók, mint a legtöbb kenguru. Farkukat ugráskor kinyújtják.

## Életmódjuk
A filanderkenguruk magányosak, és többnyire éjjel aktívak. Táplálékuk levelek, fűfélék és bogyók. Ezek az állatok 4-5 évig élnek.

## Szaporodásuk
Az ivarérettséget 14-16 hónapos korban érik el. A párzási időszak egész évben tart. A vemhesség 30-31 napig tart, ennek végén 1, ritkán 2 fejletlen utód születik. Az utódok 180-200 napig ülnek az erszényben. Erszényelhagyás után még 6 hónapig anyjukkal maradnak a kölykök.

## Rendszerezés
A nembe az alábbi 7 faj tartozik:
- tasmán filanderkenguru més néven vöröshasú filanderkenguru (Thylogale billardierii) (Desmarest, 1822)
- Brown-filanderkenguru (Thylogale browni) (Ramsay, 1877)
- új-guineai filanderkenguru (Thylogale brunii) (Schreber, 1778)
- Calaby-filanderkenguru (Thylogale calabyi) Flannery, 1992
- hegyi filanderkenguru (Thylogale lanatus) (Thomas, 1922)
- vöröslábú filanderkenguru (Thylogale stigmatica) (Gould, 1860)
- vörösnyakú filanderkenguru (Thylogale thetis) (Lesson, 1828) - típusfaj

## Képek

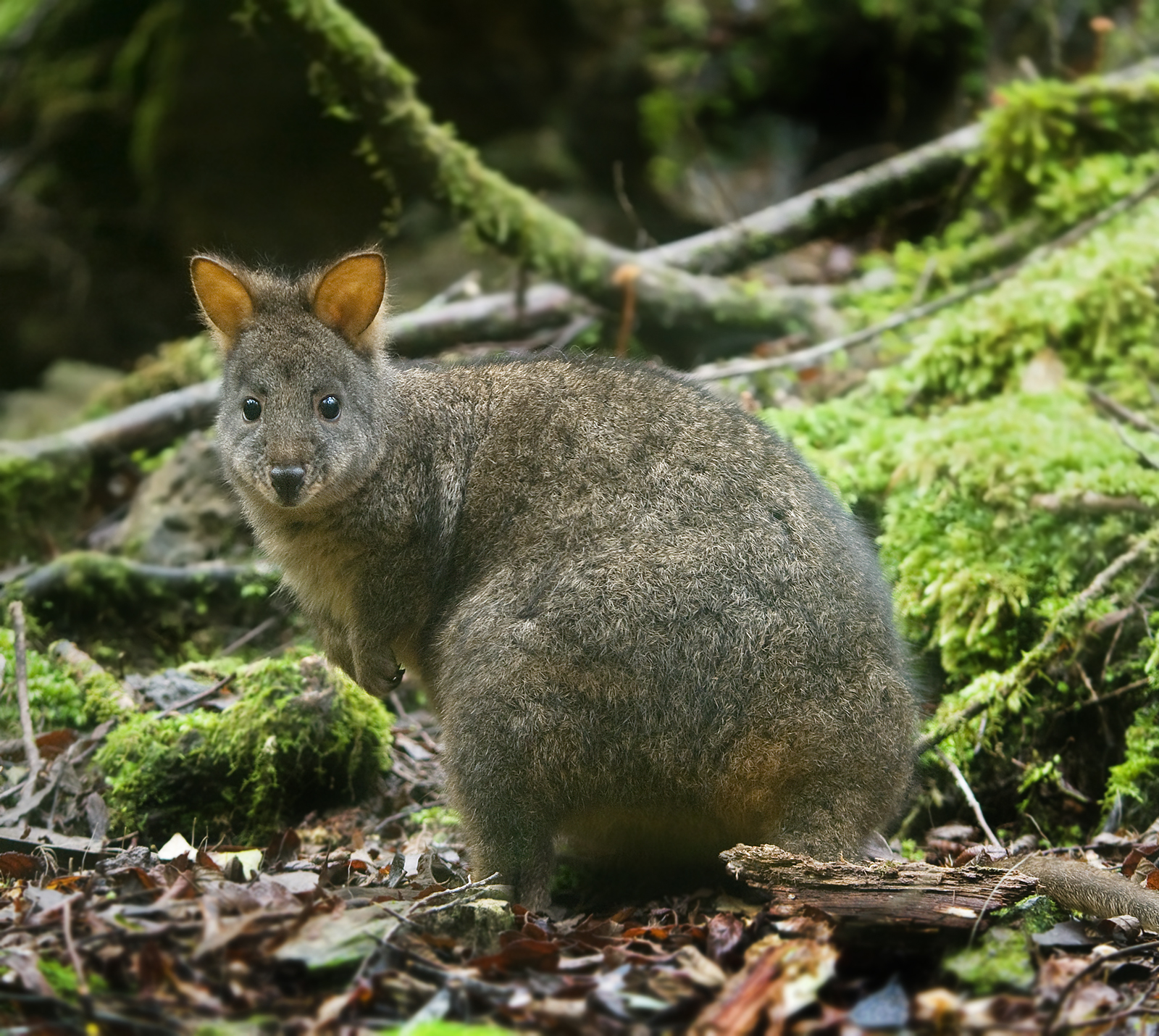
Tasmán filanderkenguru (Thylogale billardierii)